# Tot ziens!
Tot ziens is een Nederlandse/Belgische film uit 1995, het heeft als internationale titels Goodbye en Au Revoir.
De film won diverse prijzen in binnen en buitenland en in Nederland werd de film bezocht door circa 28.000 mensen.

## Verhaal
Laura en Jan ontmoeten elkaar op de ijsbaan, het is liefde op het eerste gezicht. Er is een probleem Jan is al getrouwd en heeft een goed huwelijk. Na een nacht samen proberen ze weer afstand van elkaar te nemen. Maar de twee blijven elkaar tegenkomen en belanden telkens weer in elkaars armen. Ook al hebben beiden last van schuldgevoelens, toch trekken ze als een magneet naar elkaar toe.
Met de titel wordt verwezen, dat beiden geliefden telkens weer afscheid nemen met het voornemen elkaar niet meer te zien en telkens weg gaan met Tot ziens.

## Rolverdeling
| Acteur             | Personage |
| ------------------ | --------- |
| Johanna ter Steege | Laura     |
| Guy Van Sande      | Jan       |
| Els Dottermans     | Ann       |
| Warre Borgmans     | Wouter    |

## Prijzen
- Prijs van de Nederlandse filmkritiek op het Nederlands Film Festival
- Op het Internationaal filmfestival van Locarno werd Ter Steege onderscheiden met de prijs voor Beste actrice